# Línea 9 (Tucumán)
La Línea 9 es una línea de colectivos urbana de San Miguel de Tucumán, Tucumán, Argentina. Esta es operada por General Belgrano S.R.L., uniendo los barrios Atep y San Martín con Villa Muñecas al norte de la capital.

## Recorrido

### Ramal Bulnes[1][2]
Lavalle y Av. Poviña, por esta, San Luis, Boyacá (Bº ATEP II), La Pampa, López Pondal, calle lateral oeste del canal sur, Diag. Elmina Paz de Gallo, Av. Roca, Av. Alem, Rondeau, La Rioja, Gral. Paz, Congreso, San Lorenzo, Buenos Aires, C. Álvarez, Entre Ríos, Monteagudo, Córdoba, Laprida, Santiago, Muñecas, Av. Sarmiento, Av. Belgrano, Bulnes, Ramírez de Velazco, Castro Barros, Av. Fco. de Aguirre, Viamonte, Av. Belgrano, Av. Sarmiento, Salta, Jujuy, Av. Roca, Diag. Elmina Paz de Gallo, Av. Poviña, Lavalle.

### Ramal Viamonte[3][4]
Desde Bº San Martín, Av. Poviña y San Luis, por Av. Poviña, Diag. Elmina Paz de Gallo, Av. Roca, Av. Alem, Rondeau, La Rioja, Gral. Paz, Congreso, San Lorenzo, Buenos Aires, C. Alvarez, Entre Ríos, Monteagudo, Córdoba, Laprida, Santiago del Estero, Muñecas, Av. Sarmiento, Av. Belgrano, Viamonte, Italia, J. L. Nougués, Pje. Sáenz Peña, Viamonte, Av. Fco. de Aguirre, Castro Barros, Ramírez de Velazco, Bulnes, Av. Belgrano, Av. Sarmiento, Salta, Jujuy, Av. Roca, Diag. Elmina Paz de Gallo, Av. Horacio Poviña, San Luis.

## Lugares de Interés
- Teatro San Martín
- Plaza Urquiza
- Hospital Padilla
- Legislatura de Tucumán